# Xinmin
För andra betydelser, se Xinmin (olika betydelser).
Xinmin, tidigare romaniserat Sinmin, är en stad på häradsnivå som lyder under Shenyangs stad på prefekturnivå i Liaoning-provinsen i nordöstra Kina, omkring 52 kilometer nordväst om provinshuvudstaden Shenyangs centrum.

## Källa
1. ↑  http://www.geohive.com/cntry/cn-21.aspx
2. ↑  ”worldpostmarks.net”. Arkiverad från originalet den 2 januari 2015. https://web.archive.org/web/20150102101710/http://worldpostmarks.net/HTML%20Countries/china.htm. Läst 18 december 2014.